# Agustín de Rojas Villandrando
Œuvres principales
- El natural desdichado
- El buen repúblico
- El viaje entretenido

Agustín de Rojas Villandrando, né à Madrid en 1572 et mort à Paredes de Nava (Palencia, Espagne) à une date inconnue située entre 1618 et 1635, est un écrivain et dramaturge du Siècle d'or espagnol. Également acteur, il relate les traditions et les différents types de théâtre — en particulier le théâtre itinérant — des XVIe et XVIIe siècles et est un spécialise dans le genre de la loa (es).
Son œuvre a influencé de nombreux auteurs tels que Paul Scarron, Théophile Gautier, Pedro Calderón de la Barca, Gerhart Hauptmann ou encore William Shakespeare.

## Biographie
Agustín de Rojas Villandrando a laissé de nombreuses informations autobiographiques dans ses miscelánea El viaje entretenido (1603) et El buen repúblico (1611). Il y relate des événements tout autant intéressants qu'invraisemblables, et selon Emilio Cotarelo (es), autorité sur le théâtre de l'époque, il était :

« un esprit aventurier, aigu et perspicace, qui a soif de savoir et de voir, l'impatience de profiter de la vie et la patience inébranlable pour supporter les désagréments. Bien qu'il y a de l'exagération dans le récit de ses exploits, qu'il nous a laissés de façon fragmentaire dans ses œuvres, il reste un personnage particulièrement curieux, même pour son temps, qui en a produit tant et si extraordinaires. »

Il fut soldat en France et fut fait prisonnier à La Rochelle, avant d'être un corsaire contre les Anglais. Il vécut dans différentes villes italiennes et fut poursuivi par la justice pour avoir tué un homme à Malaga. Il se réfugia au temple de San Juan, et y acheta sa liberté contre trois cents ducats au travers d'une femme qui était tombée amoureuse de lui et qu'il dut maintenir comme amante en sortant, en travaillant comme nègre d'ecclésiastiques pour lesquels il écrivait des sermons. Il survécut ric-rac comme voleur de capes, chapeaux et de nourriture de longs mois.
Il vécut dans plusieurs villes d'Espagne, telles que Séville et Grenade, où il vécut commodément de sa mercerie, à défaut de pouvoir se consacrer à son art, les comédies étant interdites entre 1598 et 1600. Il vécut également à Valladolid en 1602, sans que l'on sût vraiment de quoi il vivait, ce qui lui valut le surnom de « Caballero del milagro » (« Gentilhomme du miracle ») ; ce titre donna lieu par la suite au nom d'une comédie du XIXe siècle de Luis de Eguílaz (es), inspirée de sa vie.
À partir de 1601, il commença à fréquenter des comiques ambulants (es) et à les accompagner lorsqu'ils se produisaient d'un endroit à l'autre.
Il mourut à Paredes de Nava probablement avant 1635 car sa femme, Ana de Arceo, avec qui il s'était marié en 1603, se disait veuve cette année-là. Le dernier document concernant l'écrivain est daté de 1616, et il s'agit d'une demande de confirmation du privilège d'hidalgo faite à Santa María del Valle (es) ; il y affirmait être greffier du roi.

## Œuvre
Le métier principal de Rojas Villandrando était celui de comédien, aussi bien comme auteur qu'acteur (cette double facette avait également été la particularité de Lope de Rueda). Dans El natural desdichado, il écrit une comédie qui semble annoncer La vie est un songe de Pedro Calderón de la Barca.
Dans El viaje entretenido (Madrid, 1603), il élabore une miscelánea à cheval entre des éléments du roman byzantin et des éléments picaresques, rédigée sous forme de dialogue entre Rojas Villandrando et des compagnons de sa compagnie théâtrale. Le livre, d'une valeur inestimable pour connaître la vie théâtrale des XVIe et XVIIe siècles réunit beaucoup d'anecdotes sur la vie théâtrale de son époque et des informations sur la composition et les traditions des compagnies théâtrales, aussi bien itinérantes que fixes, en faisant la célèbre énumération des différents types de compagnie d'acteurs ambulants : bululú (es), ñaque (es), gangarilla (es), cambaleo (es), garnacha (es), bojiganga (es), farándula et la compagnie, forme qui a été conservée de nos jours,.
Dans El buen repúblico (Salamanque, 1611), il rédige un manuel de bonne gestion de gouvernement, écrit sous forme de lettres que Rojas Villandrando envoie depuis Zamora à deux de ses amis, Salustio et Delio, qui vivent à Séville. Le livre est interdit par l'Inquisition pour être trop crédule sur des questions concernant l'astrologie et pour soupçonner l'auteur d'être juif,. Le livre contient beaucoup d'informations autobiographiques, et est un ensemble très hétérogène de thèmes traités avec peu d'originalité. Le titre provient du plan général de l'œuvre, qui traite des bonnes et des mauvaises formes de gouvernement et des relations entre le prince et les sujets.
Rojas Villandrando a également écrit entre 40 et 50 loas (es) en prose et en vers.

## Influence
Ces loas ont été très populaires, et Paul Scarron s'en est inspiré pour écrire Le Roman comique ; le parnassien Théophile Gautier s'en est également inspiré pour écrire Le Capitaine Fracasse.
Certains critiques littéraires estiment que l'un des contes inclus dans El viaje entretenido intitulé Soñar despierto a inspiré La vie est un songe de Pedro Calderón de la Barca, Schluck und Jan de Gerhart Hauptmann ainsi que le prologue de La Mégère apprivoisée de William Shakespeare.